# En-men-dur-ana
En-men-dur-ana (ó Emmeduranki) de Sippar fue un antiguo rey de Sumeria, cuyo nombre aparece en la Lista Real Sumeria como el séptimo y penúltimo rey predinástico de Sumer (antes de ca. 2900 a. C.). Su nombre significa "jefe de los poderes de Dur-an-ki", y  "Dur-an-ki", a su vez, significa "el lugar de encuentro del cielo y la tierra".

## Ciudad
Sippar, la ciudad de En-men-dur-ana, está asociada con la  adoración del dios solar Utu, posteriormente llamado Shamash en lengua semítica. Las literaturas sumeria y babilónica atribuyen la fundación de Sippar a Utu.

## Mito
Un mito, escrito en una lengua semítica, cuenta que Emmeduranki, fue llevado al cielo por los dioses Shamash y Adad, donde aprendió los secretos del cielo y la tierra, en particular, las artes de la adivinación, como la inspección del aceite sobre el agua, o los mensajes del hígado de los animales, y otros secretos divinos.
En-men-dur-ana fue extremadamente importante entre los sumerios, ya que fue el antepasado del que todos los sacerdotes del rey solar debían ser capaces de encontrar la descendencia.
A veces se le relaciona con el patriarcas bíblico Henoc, debido a las asociaciones culturales entre Henoc, en las genealogías del Génesis, y En-men-dur-ana, en Lista real sumeria. Ambos personajes ocupan el séptimo lugar en una lista de patriarcas antediluvianos de larga vida. En-men-dur-ana se asocia con Sippar, y el culto solar, mientras que la vida de Henoc, de 365 años, es paralela al número de días del año solar.